# Segmentina nitida
Segmentina nitida är en snäckart som först beskrevs av Otto Friedrich Müller 1774.  Segmentina nitida ingår i släktet Segmentina, och familjen posthornssnäckor. Arten är reproducerande i Sverige.